# Тёмный мститель
«Тёмный мститель» (Darth Maul: Shadow Hunter) — фантастический роман Майкла Ривза, являющийся приквелом к Эпизоду I саги «Звёздных Войн».

## Сюжет
Темный владыка ситхов Дарт Сидиус вступает в сговор с руководством Торговой Федерации. Недовольная повышением налогов на торговлю на Внешних Территориях, Торговая Федерация вместе с Сидиусом разработали тайный план экономической блокады планеты Набу. Когда план должен был вот-вот быть претворен в жизнь, один из руководителей Торговой Федерации, неймодианец по имени Хас Мончар, украл секретные планы и пропал. Не желая объясняться по этому поводу с темным владыкой, вице-король Нут Ганрей и его помощник Руне Хаако решают отправить на поиски беглеца «охотницу за головами» Махви Лихн.
Но Дарт Сидиус при помощи Великой Силы почувствовал, что Мончар сбежал с намерением продать секретную информацию. Ситх посылает за ним своего ученика Дарта Мола. Он отправляется в столицу Галактической Республики и быстро находит Мончара и того, кому предатель намеревался продать голокрон с данными о блокаде — информационный брокер Лорн Паван. Мол убивает Мончара, но Павану удается сбежать вместе с голокроном.
Судьба сводит Лорна с джедаем-падаваном Даршей Ассант. Дарша, Лорн и его протокольный дроид И5 спасаются от ситха в подземных тоннелях города-планеты Корусант. После нескольких неудачных попыток настигнуть беглецов Дарт Мол решает, что следовало бы изменить тактику. Он устраивает засаду в противоположном конце тоннеля, по которому преследовал своих жертв. Джедай решает пожертвовать собой ради спасения Лорна и И5. В схватке с ситхом она пробивает своим световым мечом несколько баллонов с газом, и происходит взрыв. Паван и его дроид укрылись от взрыва в установке для замораживания карбонита. Однако, ситх тоже не пострадал.
Уверенный в гибели всех своих жертв Мол отправляется на орбитальную станцию, где собирался вручить Дарту Сидиусу кристалл голокрона. Но Лорн Паван решил последовать за обидчиком, намереваясь отомстить за смерть Дарши. Паван добрался до орбитальной станции, выследил ситха и выстрелил ему в спину. Воспользовавшись моментом, пока ситх был без сознания, Лорн выхватил у него кристалл голокрона и помчался прочь. Придя в себя, ошарашенный ситх бросился в погоню, но догнать человека так и не удалось. Паван встретил на борту знакомого ему сенатора от планеты Набу и передал ему голокрон. Казалось, опасность миновала и ситх был пойман стражами порядка. Лорну предоставили небольшой номер на станции, где он мог отдохнуть. Но как только Паван решился выйти и прогуляться по коридору, в дверном проеме появился Дарт Мол.
Его миссия окончена. Как оказалось, она была намного сложнее, чем ситх предполагал.

## Рецензии
Ривз пишет с воображением, позволяя читателям пережить практически кинематографические ощущения по мере развития сюжета. Язык разнообразен, приключенческие эпизоды динамичны, а диалоги реалистичны… «Тёмный мститель» — очень хороший роман по «Звёздным войнам», читать который не сложнее, чем комикс. Отличная работа Майкла Ривза.
Оригинальный текст (англ.)Reaves writes with a creative flair, allowing readers to experience an almost cinematic sensation as they move through the story. The language is colorful, the action scenes are dynamic, and the dialogue is realistic.... Shadow Hunter is a very good Star Wars novel that reads as easily as a comic book.... Reaves does an excellent job.
— Winston-Salem Journal

Книга полна битв на световых мечах, философии джедаев и новых форм жизни.
— Chicago Sun-Times

## Издания
Майкл Ривз Тёмный мститель. — Москва : «Эксмо», «Terra Fantastica», 2002. — С. 384. — ISBN 5-7921-0574-X, 5699002995.